# العمارنة (الدقهلية)
قرية العمارنة هي إحدى القرى التابعة لمركز المنزلة في محافظة الدقهلية في جمهورية مصر العربية. حسب إحصاءات سنة 2006، بلغ إجمالي السكان في العمارنة 3139 نسمة، منهم 1632 رجل و1507 امرأة.